# Amon Bazira
 (avril 2019).
Amon Bazira (1944-1993) est un leader panafricaniste ougandais.

## Biographie
Participant à la lutte contre Idi Amin Dada, Il crée un vaste réseau de recueil de renseignements.  
Après la chute du dictateur, Amon Bazira a successivement occupé les postes de directeur adjoint du renseignement puis de directeur du renseignement en Ouganda en 1979. A cette occasion, il a notamment rédigé un rapport gouvernemental prédisant un génocide massif au Rwanda qui entraînerait l'effondrement de l'ordre en Afrique centrale et orientale et a proposé d'octroyer la citoyenneté aux réfugiés rwandais et autres Africains déplacés en Ouganda, afin de prévenir la guerre génocidaire.  
En août 1993, Amon Bazira a été assassiné entre Nairobi et Nakuru au Kenya. 